# Isopropylacetaat
Isopropylacetaat is een organische verbinding met als brutoformule C5H10O2. Het is een kleurloze vloeistof met een karakteristieke fruitige geur, die als geurstof in sommige parfums wordt gebruikt.

## Synthese
Isopropylacetaat wordt gesynthetiseerd uit een condensatiereactie van azijnzuur en 2-propanol:
{\displaystyle {\ce {CH3COOH + C3H7OH -> C5H10O2 + H2O}}}

## Toepassingen
Isopropylacetaat wordt in de chemische sector gebruikt als oplosmiddel voor onder andere cellulose, plastics, oliën en vetten. Het is een vrij goed solvent voor omkristallisaties, en wordt om die reden regelmatig in de farmaceutische industrie toegepast bij het opzuiveren van bouwstenen of API's. Sommige soorten drukinkt en parfum (omwille van de geur) bevatten deze stof.

## Toxicologie en veiligheid
De stof reageert hevig met oxidatiemiddelen, tast vele kunststoffen aan en is, bij aanraking met lucht, zeer snel ontvlambaar. Er treedt een snelle ontleding in azijnzuur en isopropanol op, bij contact met lucht en staal. De damp van isopropylacetaat is zwaarder dan lucht en kan zich langs de grond verspreiden.